# تونی دوویل
تونی دوویل (انگلیسی: Toni Dovale؛ زادهٔ ۴ آوریل ۱۹۹۰) بازیکن فوتبال اهل اسپانیا است.
از باشگاه‌هایی که در آن بازی کرده‌است می‌توان به باشگاه فوتبال لوگو، باشگاه فوتبال رایو وایکانو، باشگاه فوتبال اسپورتینگ کانزاس‌سیتی، باشگاه فوتبال اوئسکا، باشگاه فوتبال سلتاویگو، و باشگاه فوتبال بارسلونا اشاره کرد.